# حارة الساحل الذهبي (التواهي)
حارة الساحل الذهبي هي إحدى حارات حي النجمة الحمراء الواقع بمديرية التواهي التابعة لمحافظة عدن، بلغ تعداد سكانها 326 نسمة حسب تعداد اليمن لعام 2004.